# Марков, Владимир Константинович
Владимир Константинович Марков (род. 4 октября 1955, Волчки, Тамбовская область) — российский политический деятель, депутат пятого созыва (2007—2011)

## Биография
Окончил Рязанский радиотехнический институт по специальности «промышленная электроника», Академию общественных наук по специальности «теория социально-политических отношений», Московскую академию экономики и права по специальности «юриспруденция». Кандидат юридических и экономических наук. С 1994 по 1996 год — мэр Рязани.
С 1996 по 1998 год — первый вице-губернатор Рязанской области.

### Депутат госдумы
Список региональной группы № 65 от партии «Единая Россия» на выборах депутатов Госдумы России возглавлял Алексей Гордеев, вторым номером в списке шёл Николай Булаев, третьим номером — Владимир Сидоров, четвёртым — Владимир Марков. Первые трое отказались от мандатов и его получил Марков..
6 февраля 2011 года сложил полномочия. С 23 марта 2011 года мандат перешёл Надежде Школкиной.

## Награды
- Орден Почёта
- Медаль «За заслуги перед Республикой Карелия» (8 июня 2020) — за заслуги перед Республикой Карелия и её жителями, большой вклад в социально-экономическое развитие республики и активную работу в составе Государственной комиссии по подготовке к празднованию 100-летия образования Республикой Карелия[4]
- Медаль «За особые заслуги перед Калужской областью» III степени (22 октября 2015) — за особые заслуги и высокие личные достижения, способствующие социально-экономическому развитию Калужской области